# James Butler, 2. vévoda z Ormonde
James Butler, 2. vévoda z Ormonde (James Butler, 2nd Duke of Ormonde, 2nd Marquess of Ormonde, 13th Earl of Ormonde, 6th Earl of Ossory, 2nd Earl of Brecknock, 2nd Baron Butler of Moore Park, 3rd Baron Dingwall) (29. dubna 1665, Dublin, Irsko – 16. září 1745, Avignon, Francie) byl britský vojevůdce a státník ze starobylého irského rodu Butlerů. V mládí po několika příbuzných zdědil peerské tituly v Anglii, Irsku a Skotsku. Uplatnil se jako úspěšný vojevůdce za války o španělské dědictví a dvakrát byl místokrálem v Irsku. Jako příznivec jakobitů byl nakonec obžalován z velezrady a zbaven svého postavení. Odešel do exilu a zemřel ve Francii.

## Životopis
Narodil se v Dublinu jako nejstarší syn Thomase Butlera, hraběte z Ossory (1634–1680), po matce Amelii Nassau (1635–1684) byl vnukem prince Mořice Oranžského a vzdáleně spřízněn s Vilémem Oranžským. Po otci zdědil anglický peerský titul barona Butlera z Moore Park (1680), po babičce zdědil skotský titul barona Dingwalla (1684), v osmnácti letech byl již plukovníkem jezdectva. Studoval ve Francii a v Oxfordu, v roce 1688 zdědil titul vévody z Ormonde a podpořil Slavnou revoluci, téhož roku získal Podvazkový řád. Ve službách svého vzdáleného příbuzného Viléma Oranžského bojoval v Irsku, zúčastnil se bitvy u Boyne a v roce 1690 byl jmenován členem irské Tajné rady. Poté bojoval v devítileté válce, v roce 1694 dosáhl hodnosti generálporučíka a od roku 1696 byl členem anglické Tajné rady.

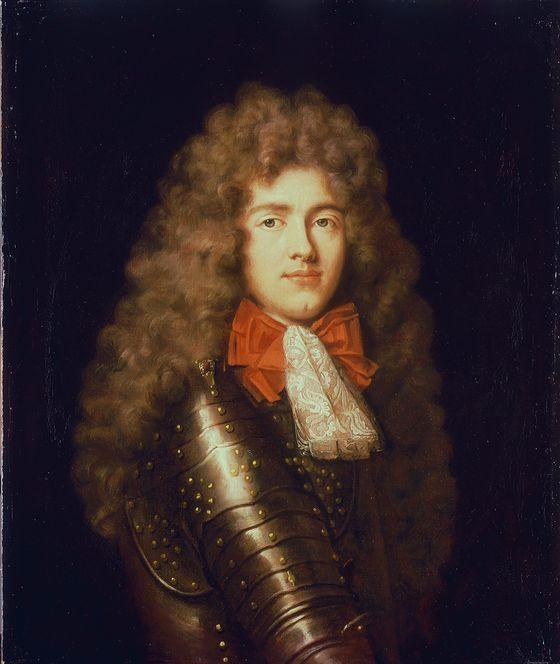
James Butler, 2. vévoda z Ormonde (cca 1700)

Znovu se uplatnil jako velitel za vlády královny Anny během války o španělské dědictví, významně přispěl k vítězství v zátoce Vigo (1702). V letech 1703–1707 a 1711–1713 byl místokrálem v Irsku, v roce 1711 po vévodovi z Marlborough převzal vrchní velení britských vojsk v Evropě a byl jmenován generál-kapitánem. Kvůli podezření ze styků s jakobity byl v roce 1713 odvolán z funkce místokrále v Irsku a zbaven velení v Evropě, v roce 1714 byl vyloučen z Tajné rady. Po nástupu hannoverské dynastie byl nakonec obžalován z velezrady a zvláštním zákonem byl zbaven cti, titulů a majetku (1715), soudnímu stíhání se vyhnul útěkem do Francie. Poté několik let pobýval ve Španělsku, kde získal penzi, nakonec se vrátil do Francie a zemřel v Avignonu, pohřben byl ve Westminsterském opatství.
Mimoto zastával řadu čestných postů, v letech 1688–1715 byl kancléřem univerzit v Dublinu a Oxfordu, lordem místodržitelem v hrabstvích Somerset (1691–1714) a Norfolk (1713–1714). V letech 1712–1715 zastával prestižní hodnost lorda strážce pěti přístavů. Při korunovaci Viléma Oranžského v roce 1689 vykonával čestnou funkci Lord High Constable.
Druhý vévoda z Ormonde vynikl jako vzdělaný aristokrat a čestný státník, na rozdíl od mnoha jiných současníků se vyhýbal intrikám a korupci, což značně zvyšovalo jeho popularitu a možnost uplatnit vliv. Jako politik však nebyl příliš prozíravý a do pozice vlastizrádce se nechal víceméně vmanévrovat.

## Manželství a potomstvo
Byl dvakrát ženatý, jeho první manželkou byla od roku 1682 Anne Hyde († 1685), dcera prvního ministra hraběte z Rochesteru. Podruhé se oženil v roce 1685 s Mary Somerset (1665–1733), dcerou 1.vévody z Beaufortu a dvorní dámou královny Anny. Z obou manželství pocházely čtyři děti, z nichž tři zemřely ještě před otcem. V dětství zemřel jediný syn a dědic titulů Thomas Butler, hrabě z Ossory (1686–1689). Nejmladší dcera Mary Butler (1681–1713) byla manželkou toryovského politika 1. hraběte Ashburnhama.
Formálním dědicem titulů se stal Jamesův mladší bratr generál Charles Butler, de iure 3. vévoda z Ormonde (1671–1758), tituly ale v Británii nebyly tehdy uznávány. Rodině byl až v roce 1791 navrácen titul hrabat z Ormonde a v roce 1825 znovu získali titul markýze.